# Culicoides abchazicus
Culicoides abchazicus är en tvåvingeart som beskrevs av Dzhafarov 1964. Culicoides abchazicus ingår i släktet Culicoides och familjen svidknott. Inga underarter finns listade i Catalogue of Life.